# Зренянин
Зренянин (на сръбски: Зрењанин или Zrenjanin; на унгарски: Nagybecskerek; на румънски: Becicherecu Mare) е град в Сърбия, Автономна област Войводина, административен център на Среднобанатски окръг и едноименната община Град Зренянин.
Той е най-населеният град в Сръбски Банат и 3-ти по население във Войводина след Нови Сад и Суботица. Според преброяването от 2011 година градът има 76 511 жители, а общината Град Зренянин – 123 362 жители. В град Зренянин има 252 българи (2002).

## Личности
- Калман Ронже (около 1844 - около 1891), български педагог от унгарски произход

## Побратимени градове
- Арад, Румъния
- Бекешчаба, Унгария
- Бяла Слатина, България
- Тимишоара, Румъния